# Phidippus audax
Phidippus audax är en spindelart som först beskrevs av Nicholas Marcellus Hentz 1845.  Phidippus audax ingår i släktet Phidippus och familjen hoppspindlar. Inga underarter finns listade i Catalogue of Life.